# أنتي-مونيتور
أنتي-مونيتور هو شخصية خيالية، وهو يمثل سوبرفيلين في الكتاب الهزلية ويعتبر خصم الرئيسي منذ عام 1985 في مسلسل دي سي كوميكس الأزمات على الأراضي اللانهائية.
في عام 2009، تم تصنيف أنتي-مونيتور كأفضل 49 شرير كتاب الهزلية في تاريخ اي جي ان.

## تاريخ النشر
ظهر برنامج أنتي-مونيتور لأول مرة في المجلة الهزلية الأزمات علي الأراضي اللانهاية في العدد الثاني (على الرغم من أنه ظل مختبئ في الظل حتى العدد 5 من نفس السلسلة) وتم إنشاؤه بواسطة مارف ولفمان وجورج بيريز وجيري أوردواي. ولقد تم تدميره في العدد رقم 12 منم السلسلة وعاد بعد غياب طويل في سلسلة غرين لانترن: العدد الخاص رقم 1 في (أغسطس. 2007).

## سيرة شخصية خيالية

### الأصول
أثناء الأزمة علي الارضي اللانهائية، تم الكشف عن مدى تواجد وجود الأكوان المتوازية في الكون المتعدد، بما في ذلك الأكوان المتعددة للمادة الموجبة وكذلك الكون المادة المضادة، وكيف تواجد المراصد والمراصد المضادة؛ عندما أصبح الخطر الذي يمثله برنامج أنتي -مونيتور واضحًا، تم إرسال العديد من الأشرار في الوقت المناسب لإيقافه، ولكن هزمهم بواسطة الكرونا وقواه الأخرى. [بحاجة لمصدر] في المراجعة النهائية، ثبت أنه زاد الانتروبيا "القصور الحراري" في الكون، وتقصير وجود الكون بمليار سنة (انظر الموت الحراري للكون). على أي حال، تم إنشاء مخلوقين، أحدهما على سطح القمر اوه ايه والآخر على سطح القمر كوارد Qward. على قمر اوه ايه، كان ذلك المخلوق يعرف باسم مونيتور كان على الفور على دراية بنظيره، أنتي-مونيتور (على الرغم من أن اسمه الرسمي هو مونيتور في كونه الخاص، وغالبًا ما يتم تناوله على هذا النحو، فإن اسم الأنتي-مونيتور هو تستخدم لتمييزه عن نظيره البطولي في الجوهر الإيجابي). وبحلول هذا الوقت، غزا برنامج الأنتي - مونتيور بسرعة كوارد، وبالإضافة الي كونه جزء من بقية عالم المادة المضادة. [بحاجة لمصدر] وبدء في البحث عن أماكن أخرى ليسطر عليها، أصبح أيضًا على دراية بنظيره. قاتل هذان الكائنان بعضهما منذ مليون عام، وأطلقا العنان للقوى العظمى ضد بعضهما البعض، ولكن دون جدوى. في نهاية الجمود، هاجموا بعضهم بعضًا في وقت واحد، مما جعل كلاهما خاملًا لمدة تسعة مليارات سنة.[بحاجة لمصدر]
في سلسلة الأزمة النهائية، تم الكشف عن أنه في أعقاب ولادة الكون المتعدد الأصلي، أصبح كائنًا لا يُفهم من الخيال اللامحدود، وأصبح مونيتور أو الاوفر مونيتور يدرك الحياة التي نبتت في الكون المتعدد الناشئ شئ فشئ، واحتلت الفراغ في الذي كان يقيم والذي شمله. ولأن لديه فضول حول الرغبة في التفاعل مع أشكال الحياة الاخري التي خلقتها في الكون المتعدد ومعرفته بشكل أفضل، صمم مسبارًا، مراقب أصغر. نظرًا لعدم استعداده للتعامل مع تعقيد الحياة ومضي الوقت، تم تقسيم جهاز المراقبة على الفور إلى مخلوقين متماثلين وعكسيين عند الاتصال مع الكون المتعدد نفسه: مونيتور، التي تجسد في الجوهر الإيجابي والخير، مراقبة ومكافحة، تجسد مكافحة الجوهر السلبي والشر.
لكن الأنتي-مونيتور الذي يبدو وحشيًا، يشبه بالكاد المونيتور الاصلي، الذي يحمل مظهرًا ماديًا بشريًا. يتكون جسد الأنتي-مونيتور على عين فارغة وأحيانًا مضيئة، وفم عريض مجعد، غالبًا ما يكون ذو شكل فوضوي بسبب كتلة الأسنان التي بداخل فمه. عندما تم تدمير درعه بواسطة سوبرغيرل، يبدو أن شكله لا يختلف عن شكل المونيتور، ولكنه غير مستقر، وتحيط به هالة من الطاقة المتألقة الاشعاعية - قوة حياته، تتسرب مثل الماء من الوعاء المكسور أو السفينة التي بها ثقب، موضحة الحاجة درع. يشير الانتي-مونيتور إلى الدرع باسم «درع الحياة». عندما يعيد المين هانترز «صيادو البشر» بناء دروعه، يتم الكشف عن أن جسده عبارة عن أكثر من مجرد كتلة متقلبة من الطاقة. بعد ذلك بكثير، عندما تم تفكيك خوذته بواسطة ستورم، تم الكشف عن رأس الانتي-مونيتور ليكون متميزًا باستثناء عينيه وفمه.

### الأزمة على الأراضي اللانهائية
في الأزمنة الحديثة، أجرى باريا تجربة مماثلة لتلك حول واحد من الكرونا منذ فترة طويلة على أرض موازية (تم تغيير هذا لاحقًا إلى عالم بديل في عالم ما بعد الأزمة). أسفرت هذه التجربة عن إيقاظ كل من المونيتور والانتي-مونيتور وتدمير أرض باريا وكونه.   أعاد الانتي-مونيتور إعادة بناء جيشه، واستولى على كوارد Qward واستخدام الثاندربيردز Thunderers كجيشه الخاص، بالإضافة إلى إنشاء شياطين الظل من نخبة الثاندربيردز Thunderers.[بحاجة لمصدر]
بعد ذلك أصدر الانتي-مونتيتور موجة هائلة من المادة المضادة، يمتص طاقات أكوان المادة الإيجابية المدمرة ويزداد قوة مع نمو نظيره الأضعف، ويستخدم سايكو-بيرات الثاني، مستخدماً سلطاته في السيطرة على المشاعر لإرهاب سكان الكواكب سعى لقلسيطرة علي كواكبهم وتدميرها.[بحاجة لمصدر] جمع المونيتور مع مساعده هاربينجس Harbinger مجموعة من الأبطال والأشرار من مختلف الأكوان البديلة من أجل مكافحة تهديد الانتي-مونيتور. تمت السيطرة على واحدة من التكرارات التي قام بها الهايبينجرز بواسطة الانتي-مونيتور ومن الواضح أنه استخدمها في قتل مونيتور نفسه، لكن كان بإمكان مونيتور استخدام موته لإنشاء عالم جيب لاحتواء الحقائق المتبقية من هجوم الانتي-مونيتور
بعد الهزائم من قبل العديد من الأبطال، بما في ذلك فلاش (باري الين) وسوبر جيرل وهم يضحون بأنفسهم لتدمير مدفع الانتي مونتوتر ولإنقاذ سوبر مان على التوالي، استوعبت الانتي-مونيتور كامل الكون المضاد وسافر إلى بداية الزمان، وتعتزم وقف تشكيل المادة الإيجابية الكون المتعدد وإنشاء الكون المتعدد حيث تسود المادة المضادة. عندما تبعه الأبطال هناك، بدأ يستنزف القوة من معظمهم.[بحاجة لمصدر]
ومع ذلك، فإن تصرفات سبيكتر، التي تم تمكينه من قبل السحرة للأرض الباقين على قيد الحياة، أدت إلى توقف حالة الانتي-مونيتور. فشل الأشرار من هذه الأرض، التي أُرسلت لمنع الكرونا من مشاهدة أصول الكون، بسبب الشجار، مما سمح لكرونا برؤية أيدي مكافحة مونيتور وسبيكتر الذي يقاتلا من أجل الهيمنة علي الكون ونتيجة لذلك انهار الكون المتعدد الحالي.[بحاجة لمصدر]
من الرماد ارتفع الكون المفرد الجديد. في حين أن العديد من الأشخاص تكيفوا مع الأرض المفرد حديثًا (بما في ذلك أولئك الذين دمرت عوالمهم وتاريخهم مع فقدان الكون المتعدد)، قام الانتي -مونيتور الغاضب، بسحب هذه الأرض الجديدة إلى عالم المادة المضادة، عازماً على تدمير هذا المعقل الأخير للجوهر الإيجابي مرة واحدة وإلى الأبد. ما تلا ذلك كان حرب شيطان الظل، حيث فقد الكثير من الأبطال والأشرار أرواحهم ضد القوات المناهضة للمراقبة. أخيرًا، تمكنت الجهود المشتركة التي بذلتها مختلف الأبطال الخارقين والأشرار (أبرزهم دكتور لايت، وألكسندر لوثور البطل، جونيور أوف إيرث - ثري، داركسيد، سوبربوي أوف إيرث برايم، وكال-إل، وسوبرمان أوف إيرث 2) من إضعاف انتي مونيتور بدرجة كافية حتى يتمكن كال-ال من إرسال الضربة النهائية، مما يؤدي إلى تدمير انتي مونيتور عن طريق ضربه بنجمة. تحول النجم لسوبر نوفا وتسبب في حدوث موجات في المادة المضادة، مما يهدد بتدمير الكون بأكمله. كان كال-ال وسوبربوي برايم على استعداد للاستسلام بأنفسهم الي مصائرهم النهائية، عندما كشف الكسندر لوثور، باستخدام قوته لفتح الأبعاد، أنه قد خلق «بعد باراديس»، واستخدمه لمنع لويس لين كنت من الأرض - الثانية من محوها من الوجود عندما تم تشكيل عالم ما بعد الأزمة، حيث تنبأ كيف ستتكشف الأحداث ورفض السماح لسوبرمان بالتعامل مع مثل هذه الخسارة الفظيعة. باستخدام جسده كبوابة، ذهب ألكساندر لوثور وكال -إل وسوبربوي برايم إلى «بُعد باراديس» إلى جانب لويس.
من بين الكائنات الأخرى التي ماتت بسبب أفعاله كانت نقابة الجريمة الأمريكية بأكملها. كيد سايكو؛ نايت هوك الخاسرون شركة فلاور اوف ايزي؛ ستارمان وامورتال مان وذا دوف وكولي وكلاي فيس II ؛ ذا باد أي بانديت وانجل مان؛ الأمير را مان؛ سان بيرست ولوري ليماريس وأكواجيرل الأرض-2 's جرين ايرو، وهانتيرس «الصيادة» وروبين، والكسندر لوثور، الاب.

### أزمة لا حدود لها
تم الكشف عن سوبرمان (ولويس لين) من الأرض الثانية، وستاربوي برايم من الأرض، والكسندر لوثور، جونيور من الأرض الثالثة أنهم يراقبون أحداث الكون الذي تم تكوينه حديثًا، وكذلك أعمال أبطاله، من وطنهم في الكون جيب الخفي. عند مراقبة الأحداث التي سبقت الأزمة اللانهائية، عاد الأبطال إلى الكون في محاولة لاستعادة وجود الأرض -الثانية، على حساب الأرض الثانية.
ثم تم استخدام بقايا Anti-Monitor بواسطة ألكساندر لوثر كجزء من شوكة ضبط، على غرار تلك التي استخدمت خلال الأزمة الأولى. بعد ذلك، خلق هذا البناء التردد الذبذبي الذي كان عليه Earth-Two قبل عدم وجوده، والذي قام بدوره بإعادة إنشاء Earth-Two بدون أي تأثير مرئي على Earth-One، مما يوفر حركة الشخصيات التي نشأت على Earth-Two إلى المعاد إنشاؤها الأرض الثانية. قام ألكساندر لوثر بعد ذلك بإعادة إنشاء الأرض الأخرى باستخدام مفترق ضبطه، مع ترحيل أبطال كل منهم بالقوة إلى هذه الأرض.[بحاجة لمصدر] عاد Superboy-Prime (متبوعًا بقلم Bart Allen) بعد ذلك من Speed Force مرتديًا ما يبدو أنه عناصر مختارة من درع Anti-Monitor، حيث استخدمه كجامع لأشعة الشمس الصفراء. في نهاية المطاف، تم تدمير البرج عندما تحطمت كون إيل، وسوبر بوي الحديثة، وسوبر بوي برايم في حين تقاتل بعضها البعض، مما اضطر جميع الأرض على الاندماج في الأرض الجديدة مرة أخرى. توفي كون إيل في أحضان فتاة العجائب أثناء فرار سوبربوي برايم.

### تأثير ما بعد الأزمة
على الرغم من تعرضه المحدود للغاية (لم يظهر إلا في مسلسل Crisis on Infinite Earth، وهو إصدار واحد من وندر ومان، وFlash (المجلد 2) # 149-150)،   كان الانتي-مونيتور مسؤولاً عن واحدة من أعمق التغييرات في تاريخ DC Comics بالكامل، وDC Universe، وجميع الأكوان المتوازية. لا يزال الكون المضاد موجودًا، الآن مع كل من الكوارد Qward (يقال أنه نظير الزراعة العضوية) والأرض البديلة التي يسكنها نظراء أبطال المادة الإيجابية والأشرار (كل منهم يأخذ الدور المعاكس) بين كواكبه.
ربما كان أبرز تأثير كان لـالانتي-مونيتور على عالم ما بعد الأزمة هو القضاء على الجانب المتعدد من الكون DC. في السابق، كان هناك عدد لا حصر له من الأرضي، ولكل منها تاريخ فريد، يمكن الوصول إليه من خلال وسائل مختلفة، وأكثرها شيوعًا هو التناغم الذبذبي. خلال مرحلة ما بعد الأزمة، مع إعادة تشغيل الكون كواحد بفضل مكوّنات الانتي-مونيتور، بدا أن عالم الكون DC الأكثر بساطة وأكثر بساطة أصبح وشيكًا، مع دمج الشخصيات المكتسبة من Charlton Comics وFawcett Comics وQuality Comics في العاصمة الكون الجديد.

### أزمة مابعداللانهائية
في نهاية دي سي كوميكس لعام 2006 الخاص بشجاع العالم الجديد، تبين أن هناك خمس شخصيات تطلق على نفسها اسم «المراقبين» وهم يراقبون أزمة الأرض اللاحقة لانهائية. أربعة من الأرقام تشبه الشاشة الأصلية من Crisis on Infinite Earth والشكل الخامس يشبه الانتي-مونيتور. في صفحات العد التنازلي، تم الكشف عن وجود 52 شاشة، كل واحد منهم يمثل واحدة من الحقائق البديلة الجديدة في الكون المتعدد الجديد، ولكل منها مظهر مختلف قليلاً. تم عرض مراقب في سوبر جيرل يتذكر دارك انجل، أحد وكلاءه. لقد تم ارتداء جهاز العرض هذا مثل الانتي-مونيتور، لكن يبدو أنه ليس له أي اتصال آخر.

### فيلق سينيسترو
وقد تم الكشف عن أن الانتي مونيتور قد ولد من جديد بعد إعادة تكوين الكون المتعدد وأنه كان يؤجج أيديولوجية سينسترو منذ عودة الجرين لانترن هال جوردان، بصفته «حارس الجار» في Sinestro Corps. أعيد بناء جثته من قبل المين هانترس Manhunters، وبالإضافة إلى ذلك، قام بتجنيد سوبربوي-برايم، وسايبورج سوبرمان، وبارالاكس Parallax، الذي كان يستخدم كايل رانر كمضيف لها، إلى جانب سينيسترو كمبشرين له.
أثناء الحرب بين سينيسترو كوربس وفيلق الجرين لانترن، اتصلت «أنتي مونيتور» بسايبورغ سوبرمان للاستعلام عن حالة نيو وورلد.[بحاجة لمصدر] وذكر الطاغية الكوني أنه سيتخلى عن الكوارد Qward قريبًا وأنه سيقتل الهين شاو Henshaw بسبب خدماته، مما يسمح له بالسلام الذي تهرب من سايبورج لفترة طويلة.
عندما تشق الجرين لانترن المفقودين طريقهم إلى عالم المادة المضادة لإنقاذ هال جوردان وقوة أيون، تعثروا عن غير قصد على أنتي مونيتور في حجرة سفلية في معقله في كوارد.[بحاجة لمصدر] كان على ما يبدو يجرب أو يعذب كيان Ion الذي كان يقيم في السابق كايل رانر Kyle Rayner. وشرع في قتل Ke'Haan قبل أن تجبره الفوانيس الأخرى على العودة، فأخذ الكيان Ion من الكوكب والكون المضاد.[بحاجة لمصدر] برنامج Anti-Monitor الفوانيس لفترة قصيرة وطويلة بما يكفي لهال جوردان وجاي غاردنر وجون ستيوارت واجرين لانترن الأخرين لمعرفة بعودته.[بحاجة لمصدر] وجود هذه المعلومات الحيوية، ثم يتركون الكوارد.
بعد فترة وجيزة، شن فيلق سنيسترو هجومه على الأرض. سافر الانتي مونيتور إلى الكوكب على متن النيو وار وارلد New Warworld، وهبط بعد ذلك بوقت قصير، إلى جانب Sinestro. تعرض لهجوم من قبل سودام يات وأعضاء آخرين من فيلق الجرين لانترن، لكن الطاغية قتل الجرين لانترن اللذين لم يكشف عن اسمهم وأصاب فينكس بجروح بالغة.
بدأ الانتي-مونيتور في التغلب على الجوهر الإيجابي لمدينة نيويورك لإنشاء موجات المادة المضادة. ومع ذلك، تعرض لهجوم من قبل حراس الكون، غضب من عجزه خلال حربه الأولى. تمكن الانتي مونيتور من مواجهة هذا الهجوم الشرير، مما أدى إلى تشويه وجه سكار Scar بشكل دائم. قام جون ستيوارت وجاي غاردنر بإسقاط النيو وار وارلد وبطارية المصباح الاصفر، التي تم تفجيرها بجانب الانتي-مونيتور، وتم احتواؤها بواسطة درع أنشأته مئات الجرين لانترن لاحتواء الانفجار ؛ حتى هذا لم يكن كافيا لقتله. سوبربوي-برايم، رؤية فرصة لهزيمة الانتي مونيتور الذي ضعف الآن، طار عبر صندوق الانتي-مونيتور وألقى جسمه المحطم في الفضاء.
هبط تحطم جثة «أنتي مونيتور» على كوكب ريوت في القطاع 666، حيث اعترف به صوت (كشف لاحقًا أنه شرير آخر نيكرون) وأخبره أن ينهض. قبل أن يتمكن من الفرار، وجد الانتي-مونيتور نفسه مسجونًا داخل بطارية البلاك باور الكبيرة. بعد ذلك بفترة وجيزة، أرسل الجارديان، الذي أفسدته طاقات المناهضة للرصاص، جراي جرين لانترن وسايارك لتحديد مكان واستعادة جسد المضاد للرصد.

### أحلك ليلة
يجد «الفوانيس الخضراء» و«ساريك» بطارية «الطاقة المركزية السوداء» على «ريوت» ويحاولان الهرب قبل ظهور يدين وحشتين من أسفلهما وسحبهما إلى الكوكب وقتلهما.[بحاجة لمصدر]
عندما يتم إحضار البطارية السوداء المركزية للطاقة في وقت لاحق إلى الأرض، تندفع أداة Anti-Monitor من الداخل وتطالب بالخروج. يبدأ في تجفيف طاقات دوف البيضاء من أجل الهرب. يتم إعادة إحياء Anti-Monitor باعتباره مصباحًا أسودًا مستقلًا عن سيطرة Nekron. يتعرض جهاز Anti-Monitor للهجوم من قبل العديد من فيلق المصابيح (Lantern Corps) تمامًا كما هو على وشك إخراج نفسه من البطارية. عند الجمع بين طاقاتهم، يستخدم سلاح الفانوس المتنوع «دوف» كنقطة بشرية يطلقون النار على «الراصد» من خلال الرأس ويسحبونه إلى البطارية.
يتم في النهاية إعادة إحياء جهاز Anti-Monitor من خلال حلقة Power White ويتحرر من البطارية، ويقاتل نيكرون انتقاما من السجن. يقوم نيكرون بعد ذلك بإبعاد المضاد إلى الكون المضاد.

### ألمع يوم
في وقت لاحق، تواجه Anti-Monitor العلامة التجارية White Lantern Boston Brand. نظرًا لإرغام «ذا رينج» من «الحزام الأبيض» على «الكفاح من أجل حياته»، مما أدى إلى إتلاف الدرع الواقي للوحة «أنتي مونيتور»، فإن جهاز «أنتي مونيتور» ينتقم من خلال إطلاق مجموعة من الطاقة المضادة للمواد المضادة في «براند»، الذي يتفادى الانفجار. يستأنف برنامج Anti-Monitor واجباته في عالم المادة المضادة أثناء مغادرة العلامة التجارية. كما منع Deathstorm، نسخة Black Lantern من Firestorm، في محاولته لتدمير بطارية الفانوس الأبيض، وبدلاً من ذلك يأمره بإحضار الفانوس إليه بالإضافة إلى جيش، وعندها يعيد Deathstorm إصدارات Black Lantern من البروفيسور Zoom، ماكسويل لورد، هوك، جايد، الكابتن بوميرانج، مارتيان مانونتر، أكوامان، هوكمان، هوكيلجر، ديدمان وأوزوريس.
جلبت عاصفة الموت في النهاية بطارية الفانوس الأبيض إليه، وحاول الوصول إلى قوة الفانوس الأبيض ؛ ومع ذلك، تم منع جهوده من قِبل Firestorm، بعد مشاركته في معركة مع Anti-Monitor وBlack Lanterns، يمكنه استعادة بطارية Power White من Anti-Monitor. كما تم الكشف عن أن «الكيان» سمح لنفسه بالتقاطه حتى يتمكن من الحصول على معلومات غير محددة من Anti-Monitor.

### الجديد 52
تم تقديم برنامج Anti-Monitor في The New 52 (إعادة تشغيل 2011 من عالم DC Comics) في الصفحة الأخيرة من قصة Forever Evil. تم كشفه للقارئ باعتباره الكائن الذي دمر الترامان كريبتون والأرض 3. كما يُرى أنه انتهى من الأرض 3، يُعلن Anti-Monitor أن «Darkseid يجب أن يكون ملكًا لي».
عثر Anti-Monitor على Prime Earth لأن حلقة توقيع Volthoom للطاقة كانت تصدر نبضة يمكن تتبعها. كان أيضًا مسؤولًا عن تعميم نظير الأرض في المريخ مانونتر 3 عن طريق حرق عينيه وتدمير أحد ذراعيه بشكل لا يمكن إصلاحه حتى من خلال القدرات التي يمتلكها المريخ.
عندما واجه Metron جهاز Anti-Monitor وسط أنقاض Earth 3، تم الكشف عن أن Anti-Monitor كان المالك السابق لجهاز Metron للسفر، كرسي Mobius - وأن اسمه الحقيقي هو Mobius. ينوي تعويض خطأ غير معروف يندم عليه، ولهذا الغرض يعتزم قتل Darkseid بمساعدة ابنة الأخير، نصف أمازون المعروف باسم Grail.
بمساعدة Grail، يهاجم Anti-Monitor رابطة العدالة على Prime Earth أثناء انتظار Darkseid كما وعد به Grail. تم الكشف في النهاية عن أن موبيوس أصبح ما هو عليه بعد محاولته التعرف على أصول الكون المناهض للمادة في Qward، على غرار كيف سعى Krona لأصله إلى كونه مادة إيجابية. في حين أن الضوء الأبيض لمعادلة الحياة كان أصل الكون الإيجابي، فإن المعاداة المضادة للحياة هي أساس الكون المناهض للمادة، وأصدره موبيوس من داخل عالم Qward، مما حوّله إلى مكافحة مراقب. مع وجود معادلة Anti-Life في جسمه، فإن Anti-Monitor لديه القدرة على استعباد أي شيء حي لإرادته. إنه يستخدم هذه القوة لربط Black Racer بالفلاش، واستعباد الإله الجديد واستخدامه لقتل Darkseid.
بعد أن قام بقتل Darkseid، استقر Anti-Monitor في قشرة طاقة، وفصل نفسه في النهاية عن معادلة Anti-Life، والتي حصل عليها Grail بعد ذلك. بعد ذلك بفترة وجيزة، خرج من قوقعة تحولت إلى شكل أكثر إنسانية، وموبيوس مرة أخرى، ولكن لا يزال يمتلك قوة هائلة وجحافل من شياطين الظل. تحاول المرأة الخارقة والمرأة العظيمة إخضاعه مع اللاذات ؛ واحد يجبره على أن يكون صادقا، والآخر يطيع، لكنه يتحدى ويهزم الاثنين معا. ألترامان، المعاد تمكينه من خلال قطعة من الكريبتونايت، يشترك مع موبيوس، لكنه هُزِم وقتل بسرعة. بعد ذلك، تعرض موبيوس للهجوم من قِبل ليكس لوثر، الذي يستخدم الآن قوة أوميغا التي كانت تُعرف سابقًا باسم Darkseid، فضلاً عن جيش من شياطين الظل. حتى الآن، قاتل Luthor وكذلك رابطة العدالة ونقابة الجريمة، موبيوس له اليد العليا حتى يظهر Grail، ابنة Darkseid، مع ستيف تريفور. قامت بنقل Anti-Life إليه، مما جعله في سفينة جديدة لقوتها. الآن، أصبح تريفور سلاحًا حيًا تحت سيطرة غريل، حيث أطلق انفجارًا هائلاً في القوة ضد موبيوس، مما أدى إلى انخفاضه إلى هيكل عظمي محترق.

## القوى والقدرات
Anti-Monitor هي واحدة من أكثر الأعداء الهائلة التي واجهها أبطال DC الكون. إنه مسؤول بشكل مباشر عن المزيد من الوفيات أكثر من أي شخص آخر معروف بالعاصمة، بعد أن دمر الآلاف من الأكوان. كان قويا بما يكفي لقتل Supergirl عندما أصبحت مشتتا. لقد استهلك الآلاف من أكوان المادة الإيجابية لزيادة قوته وكان قادرًا شخصيًا على محاربة عشرات من أبطال الأكوان المتعددة في وقت واحد. خلال Blackest Night ، تم إعادة إحياء جهاز Anti-Monitor باعتباره مصباح أسود. ومع ذلك، لم يتمكن نيكرون من السيطرة عليه بالكامل، وبالتالي لم يتمكن سوى من إخضاع جهاز مكافحة الشاشة ليتم استخدامه كمصدر للطاقة للبطارية المركزية في Black Lantern Corps.
كان برنامج Anti-Monitor مسؤولًا أيضًا عن وفاة Barry Allen، البطل المعروف باسم Flash. بعد الاستيلاء على باري لأن قدرته على اجتياز الكون المتعدد دون مساعدة جعلت منه متغيرًا خطيرًا، أنشأ Anti-Monitor مدفعًا مضادًا للمادة من شأنه أن يدمر كوكب الأرض الخمسة الباقي بحزمة مركزة بشكل أسرع بكثير من موجة الانتروبيا التي كان لديه في الأصل العنان. تم تدمير المدفع من قبل الفلاش عندما هرب وأجبر طاقات مصدر طاقة السلاح في نفسه، مما تسبب في انفجار وانفجار باري.
بالإضافة إلى امتلاك حجم كبير (يتراوح من حوالي تسعة أقدام إلى مئات الأمتار)، وقوة خارقة للغاية، ومتانة استثنائية (بحلول نهاية سلسلة Crisis، كان قادرًا على تحمل ضربات Superman دون عناء وحتى نجا من النجم الأزرق الذي يذهب إلى السوبرنوفا)، والقدرة على عرض براغي مدمرة من الطاقة، وزيادة قدرات كائن آخر إلى حد كبير (كما فعل مع Psycho-Pirate، التي زادت صلاحياتها إلى مستويات كثيرة للغاية بالنسبة له للتعامل معها)، يمتلك Anti-Monitor أيضًا قدرات تشوه الواقع، الذي عرضه عن طريق إزالة وجه Psycho-Pirate. كما قاد برنامج Anti-Monitor جيشًا من القوارديين وشياطين الظل وكان لديهم إمكانية الوصول إلى التكنولوجيا المتقدمة للغاية القادرة على تحويل الأكوان بأكملها أو دمجها أو تدميرها.
حتى الآن، كانت أكثر قوته تدميراً هي القدرة على امتصاص طاقات محيطه في نفسه ؛ بمجرد اندماجه مع كونه المضاد، ذهب إلى أبعد من امتصاص طاقات الأكوان بأسرها. بالإضافة إلى التهام طاقات أعداد لا حصر لها من الأكوان، استوعب أيضًا طاقة «أكثر من مليون عالم» في عالمه المناهض للمادة من أجل اكتساب القدرة على السفر إلى بداية الوقت لمحاولة إيقاف الخلق الكون المسألة إيجابية. عندما تبعه أبطال الأرض إلى بداية الزمن، استوعب كل قوتهم وطاقتهم ؛ هذا جعله قويًا بما فيه الكفاية لتغيير خلق الكون حتى عارضه الشبح. خلال معركته الأخيرة في Crisis on Infinite Earths رقم 12، حافظ Anti-Monitor على سلطته من خلال «التغذية» على نجم قريب ؛ وعندما استنزفت سلطته وأصبح في حالة من الموت القريب، استوعب شياطينه المناهضين للأمر لتجديد شبابه.
إن جهاز Anti-Monitor ليس خالداً، ولكنه قد يكون غير قابل للتدمير في نهاية المطاف طالما يوجد الكون المضاد للمادة ؛ بعد أن دمر بجهد هائل في نهاية الأزمة، أعاد كونه صُنعه، تمامًا كما كان قد تشكل في الأصل.

## إصدارات أخرى
- في قوس «سلسلة البرق» من الكوميديا فلاش،[43] وغيرت التاريخ عندما يقتل باري ألين قبل أحداث الأزمة على اللانهائي الأرض. هذا يجبر Wally West على جدول زمني حيث لم يتم هزيمة برنامج Anti-Monitor أبدًا وبقي عالم المادة المضادة فقط.
- ظهرت محاكاة ساخرة من برنامج Anti-Monitor، المسمى "Aunty Monitor"، في فيلم Marvel Comics ' What The-- ؟! هجاء هزلية.[44] ظهرت كوميديا Marvel's Mighty Mouse محاكاة ساخرة أخرى، هي «Anti- Minotaur».[45]
- The Anti-Monitor يظهر في النقش في Justice League Unlimited # 32 (يونيو 2007). وصفه Darkseid بأنه «كائن سماوي يتكون من الطاقة السلبية» التي سعى Darkseid إلى كسب لتغذية المعاداة المضادة للحياة.
- يظهر كلا من مونيتور ومانيتور في فيلم Tiny Titans رقم 12 (مارس 2009)، حيث يخبر المونيتور روبن أنه يحتاج إلى تصريح دخول في صالة العرض، بينما يتناقض معه مع كونه مراقب «مضاد»، حتى يبدأ الاثنان. وجود حجة «لا، افعل» أيضًا، وتقول الشاشة إن كل شخص يحب Anti-Monitor بشكل أفضل.

## في وسائل الإعلام الأخرى

### التلفاز
- يقوم الانتي-مونيتور بأول ظهور له في الرسوم المتحركة باعتباره الخصم الرئيسي لقصة القصة الثانية من جرين لانترن: سلسلة الانمي، الذي ادي صوته هو توم كيني.[46] تتميز النسخة الانمي من الانتي-مونيتور بوجود وجه أكثر تشبه الماكينة، مع عيون زرقاء متوهجة وسطح مستو حيث يوجد الفم. تم إنشاء هذا الإصدار من الانتي-مونيتور بواسطة الوصي المنشق كرونا باعتباره «الكائن النهائي»، وهو قادر على أي شيء، وحتى السفر عبر الزمن. عندما تم تنشيطه، أدرك الانتي-مونيتور تفوقه وانقلب على الكرونا، مما اضطره إلى إبعاد الانتي-مونيتور إلى عالم آخر. تم عرضه لأول مرة في المسلسل في «ذا نيو جاي»، حيث دخل عالم العرض من خلال تقسيم نسيج الفضاء والتوجه إلى كوكب مكب نفايات «خردة» قريب، مما أدى إلى تدمير واحدة من العديد من سفن الأمن الآلية التي تخبره بخلاف ذلك قبل التصريح بالعديد الباحثون أنه هو سيدهم الجديد قبل إطلاق إشارة تعمل على إعادة تنشيط جميع الباحثين عن الفضاء لدوافعه الخاصة. يشاركه الأبطال في الحلقة الثانية من الارك، حيث يُظهر كعملاق، موضحًا أنه يستهلك كواكب كونه ويتعطش للمزيد. وتجاهل من أقوى الهجمات من كل من الفوانيس والمركبة الفضائية الخاصة بهم. تنتهي الحلقة بضرب هال جوردان بهجوم طاقة ينتهي بتفجيره عبر صدع الأبعاد. تكشف الحلقة التالية عن تعرضه للانفجار في عالم السجن في سجن الانتي-مونيتور، وهو فارغ تمامًا باستثناء شمس واحدة ونسخة بديلة من الأرض، تم تجنيب الأخير مقابل مساعدة الانتي-مونيتور على الهروب من عالم السجن. بعد عودته إلى عالمه الأصلي، ينضم هال إلى رفاقه من فريق الجرين لانترن لمحاربة الانتي-مونيتور وجيش Manhunter. ومع ذلك، في حلقة «كولد فيوري»، ترسل آيا المشحونة للغاية والتي تبدو عاطفية على ما يبدو رأس الانتي-مونيتور وهي تطير بينما تربط نفسها بجسمه مقطوع الرأس من أجل أجندتها الخاصة. ومع ذلك، كما هو موضح في "Ranx"، فإن هذا لم يقتل جهاز الانتي-مونيتور، وكما انتهى الأمر برأسه على كوكب الأرض Ranx حيث كان ينوي استعادة قوته. لسوء الحظ، هاجمت Aya وManhunters المعدلة لها Ranx للحصول على الجهاز المدمج في رأس Anti-Monitor للوصول إلى اللحظة قبل Big Bang. على الرغم من محاولات الانتي-مونيتور لتجنيد Hal وKilowog وRazer للحماية، فإن Aya تخترق دفاعات Ranx وتخضع للفوانيس. على الرغم من أن الانتي-مونيتور تقترح عليها أن تسمح له بمرافقتها لمعرفة بداية الوجود، فإن Aya مزقت فتح رأس الانتي-مونيتور والحصول على الجائزة.
- ستظهر أداة Anti-Monitor في Cross Arrowverse 2019 «Crisis on Infinite Earth».
- يظهر برنامج Anti-Monitor كمحاكاة محاكاة ساخرة لـ Hall Monitor في حلقة "Anti-Hall Monitor" من DC Super Hero Girls، التي عبر عنها John DiMaggio.

### العاب إلكترونية
- يظهر الانتي-مونيتور كرئيس في لعبة Scribblenauts Unmasked: A DC Comics Adventure.
- يظهر الانتي-مونيتور كرئيس في لعبة DC Universe Online.
- يظهر الانتي-مونيتور كشخصية قابلة للعب في لعبة Lego DC Super-Villains. يظهر أيضًا في مشهد ما بعد الاعتمادات يواجه دارك سايد في Apokolips.

## جوائز
- 1986: فاز بجائزة النسر «الشرير المفضل»

## روابط خارجية
- مكافحة رصد
- Alan Kistler's DC Crisis Files - مؤرخ الكتاب الهزلي ألان كيستلر مقالات مفصلة عن الأزمة والأحداث ذات الصلة، مثل الأزمة اللانهائية والأزمة النهائية.